# Giuseppe Spinelli (homme politique italien)
Pour les articles homonymes, voir Spinelli.
Giuseppe Spinelli (Crémone, 21 novembre 1908 – ibid., 17 janvier 1987) est un homme politique italien, émigré par la suite en Argentine. Il fut ministre du Travail de la République sociale italienne.

## Biographie
Giuseppe Spinelli fut d’abord employé dans une imprimerie à Crémone.
En 1943, il devint secrétaire provincial à Crémone de la Corporation fasciste des travailleurs de l'industrie. Le 13 septembre 1944, il fut nommé maire de Milan par Mussolini et occupa ce poste jusqu'au 24 janvier 1945.
Par la suite, Mussolini l’appela à la tête du ministère du Travail de la République sociale italienne, et c’est en cette qualité qu’il promulgua la loi sur la socialisation des moyens de production. Très contesté par les capitalistes et l'Allemagne nazie, il essaya de mettre fin aux grèves ouvrières. Son projet de socialisation prit fin avec la défaite de la République sociale italienne.
Après le 25 avril 1945, il se réfugia en Argentine où il reprit son métier de typographe. À partir de 1953, il dirigea la Fédération des Associations Italiennes en Argentine fondée en 1919. La représentation diplomatique italienne en Argentine a écrit elle-même qu'« il avait à plusieurs reprises donné des preuves indiscutables de son patriotisme, de son équilibre et de son tact ».
Il collabora ensuite avec Perón, qui le plaça à la tête du Département de l'immigration de la Marine argentine. À la chute de Perón, il se réfugia au Mexique, puis revint en Italie en novembre 1955, où il dirigea l'entreprise Ocrim (Officine Cremonesi Impianti Molitori).
Il mourut en 1987.